# Широкофюзелажен самолет
Широкофюзелажният самолет е пътнически самолет с диаметър на фюзелажа по-голям от 5 m. Такава конструкция на корпуса на самолета позволява пътническият салон да има два успоредни прохода между пътническите седалки. Това значително улеснява обслужването и повишава комфорта на пътниците. Дължината на фюзелажа на такъв самолет е от порядъка на 70 m, а в пътническия салон се поставят от 7 до 10 кресла в редица. Увеличеният обем на корпуса на пътническите самолети позволява на борда едновременно да пътуват от 300 до 500 пътници, което значително подобрява икономическата ефективност на полетите с такива самолети.

## Широкофюзелажни самолети
- Американски самолети
  - Boeing 747 (1969), наричан Jumbo Jet, Boeing 767 (1982), Boeing 777 (1994), Boeing 787 (2009)
  - Mc Donnell Douglas DC-10 (1970), Mc Donnell Douglas MD-11 (1986)
  - Lockheed L-1011 Tri Star (1970)
- Европейски самолети
  - Airbus A300 (1974), Airbus A310 (1982), Airbus A340 (1991), Airbus A330 (1992), Airbus A380 (2007), Airbus A350 (2012 – 2013)
- Съветски и руски самолети
  - Ил-86 (1980), Ил-96

## Галерия
- Широкофюзелажен самолет
- Пътническа кабина икономична класа на Airbus A340-600
- Илюшин Ил-96
- Boeing 747